# Ben van Beurden
Bernardus van Beurden, dit Ben van Beurden, est un homme d'affaires néerlandais né le 23 avril 1958 à Rosendael (Pays-Bas).
En 1982, il commence sa carrière dans la multinationale de l'énergie Shell et il en est le directeur général pendant neuf ans, du 1er janvier 2014,, au 31 décembre 2022.

## Biographie
Bernardus Cornelis Adriana Margriet van Beurden, dit « Ben van Beurden », naît le 23 avril 1958 à Rosendael aux Pays-Bas.